# پل مک‌استی
پل مک‌استی (انگلیسی: Paul McStay؛ زادهٔ ۲۲ اکتبر ۱۹۶۴) بازیکن فوتبال اهل اسکاتلند بود.
از باشگاه‌هایی که در آن بازی کرده‌است می‌توان به باشگاه فوتبال سلتیک اشاره کرد.
وی همچنین در تیم‌های ملی فوتبال زیر ۲۱ سال کره جنوبی و اسکاتلند بازی کرده‌است.